# 谅州
谅州，唐朝时设置的州。
治所在文谅县（今越南谅山省谅山市）。属安南都护府。辖境相当今越南谅山省一带。北宋后废。